# Sidi Brahim
Sidi Brahim (arabisch سيدي إبراهيم, DMG Sīdī Ibrāhīm) ist eine Ortschaft ca. zehn Kilometer nordöstlich von Sidi bel Abbès in der Provinz Sidi Bel Abbès in Algerien mit gut 10.000 Bewohnern. Sie liegt an der N 13. Bekannt wurde der Ort durch die 1845 stattgefundene Schlacht bei Sidi Brahim und den Wein gleichen Namens.
Koordinaten: 35° 16′ N, 0° 34′ W